# Campylocentrum iglesiasii
Campylocentrum iglesiasii là một loài thực vật có hoa trong họ Lan. Loài này được Brade mô tả khoa học đầu tiên năm 1941.

## Hình ảnh

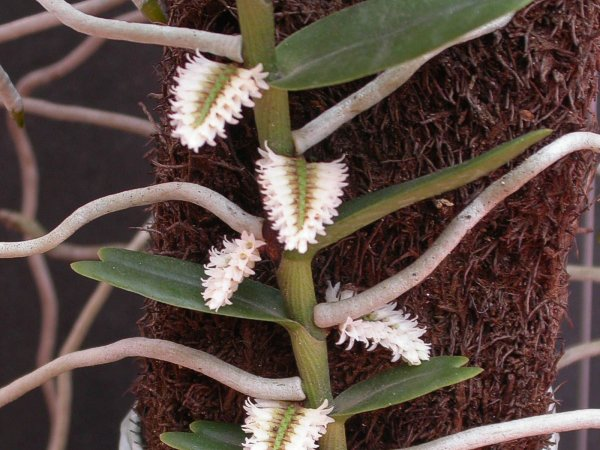
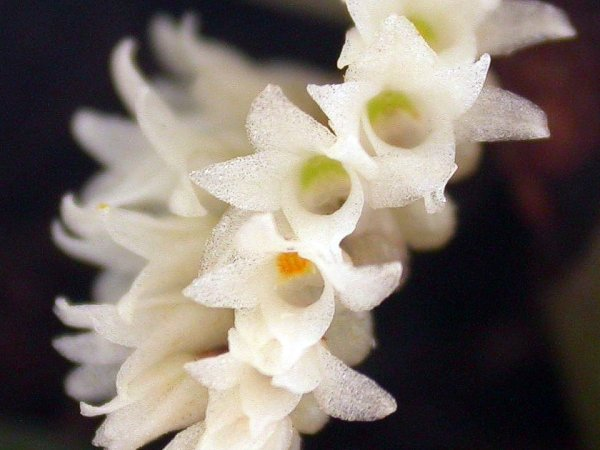
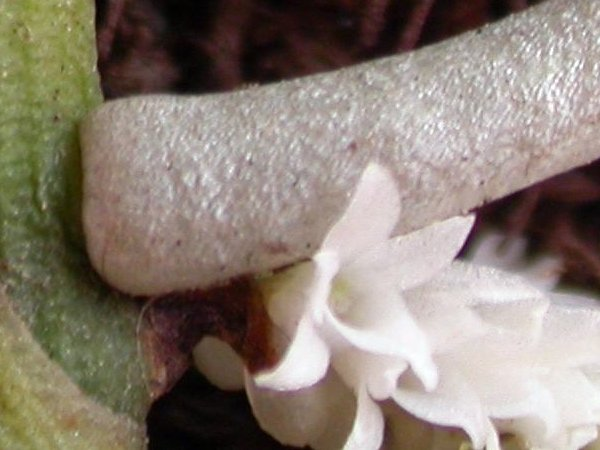
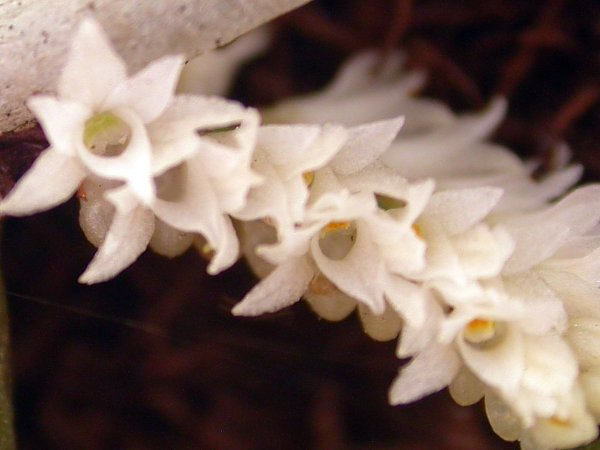